# Ptianis
Els ptianis o precianis (en llatí preciani o ptianii) eren un poble aquità que es va rendir a Publi Licini Cras, legat de Juli Cèsar, l'any 56 aC. La seva situació és incerta, i fins i tot el seu nom, ja que els manuscrits presenten variants.